# Coprosma rugosa
Coprosma rugosa är en måreväxtart som beskrevs av Thomas Frederic Cheeseman. Coprosma rugosa ingår i släktet Coprosma och familjen måreväxter. Inga underarter finns listade i Catalogue of Life.